# Lysiphlebus hispanus
Lysiphlebus hispanus är en stekelart som beskrevs av Jaroslav Stary 1973. Lysiphlebus hispanus ingår i släktet Lysiphlebus och familjen bracksteklar. Inga underarter finns listade i Catalogue of Life.